# Longistriata blarinae
Espèce
Longistriata blarinae est une espèce de nématodes de la famille des Heligmosomidae.

## Description
Le mâle mesure autour de 2,2 mm, la femelle près de 3,6 mm.

## Biologie
L. blarinae a été décrit comme parasite de la Grande Musaraigne (Blarina brevicauda) mais a été retrouvée chez toutes les espèces du genre Blarina,.

## Répartition
Cette espèce est décrite de Vermilion Bay en Ontario, au Canada.

## Étymologie
Cette espèce est nommée en référence au nom de genre de la Grande Musaraigne (Blarina brevicauda) chez laquelle elle a été originellement trouvée.